# Mount McCoy
Mount McCoy ist ein 923 m hohes, tafelbergartiges Massiv mit dunklen, schneefreien und steilen Hängen nahe der Ruppert-Küste des westantarktischen Marie-Byrd-Lands. Er ragt an der Ostflanke des Land-Gletschers auf.
Wissenschaftler der United States Antarctic Service Expedition (1939–1941) entdeckten ihn bei einem Überflug im Dezember 1940 und benannten ihn nach James Charles McCoy (1905–1981), Pilot auf einigen Flügen von der Westbasis dieser Expedition.